# فوزي الجزايرلي
فوزى الجزايرلى هو فنان مصري من جيل الرواد في السينما المصرية ولد في 21 يوليو 1886 م في الإسكندرية
كون فرقة مسرحية مع أبنته أحسان الجزيرلي وابنه فؤاد الجزايرلي وبدأحياته بالفرقة المسرحية الجزائريه، وقامت الفرقة بتمثيل فيلم سينيمائي باسم مدام لوريتا عام 1919 واستمرت الفرقة في تقديم أعمالها المسرحية في مقهى قريب من مسجد البوصيري وأبو العباس في حى الانفوشى وكان الجزايرلى يستعين بالمطربة (فاطمة قدرى)
- كون فرقه مسرحية بالقاهرة وعمل في العديد من المسرحيات في فرقته، مثل

- الصياد
- مظلوم يا وعدى
- دة شرفى
- كونى ضاحكه
- اللى ما يشتر يتفرج.

## ومن أهم أعماله السينمائية
1. جحا والسبع بنات (1947)
2. القرش الأبيض (1945)
3. الستات في خطر (1942)
4. بحبح في بغداد (1942)
5. الفرسان الثلاثة (1941)
6. الباشمقاول (1940)
7. خلف الحبايب (1939)
8. ليلة في العمر (1937)
9. مبروك (1937)
10. أبو ظريفة (1936)
11. الدكتور فرحات (1935)
12. المعلم بحبح (1935)
13. المندوبان (1934)
14. في بلاد توت عنخ آمون (1923)
15. مدام لوريتا (1919)

و أشهر من قدمهم فوزي الجزايرلي هو الفنان محمد عبد الوهاب الذي بدأ حياته الفنية عام 1917 بفرقة فوزى الجزايرلى، التي كانت تعمل على مسرح الكلوب المصري، بحى الحسين حيث كان يغنى خلال فترات الاستراحة بين فصول الروايات
- وتوفي فوزى الجزايرلى 23 فبراير 1947 م عن عمر يناهز ال 60 عاما وحيدا دون أن يشعر به أحد أو يكرمه أحد

## راجع أيضا
- فؤاد الجزايرلي
- أحسان الجزيرلي

## روابط خارجية
- فوزي الجزايرلي على موقع IMDb (الإنجليزية)
- فوزي الجزايرلي على موقع الدهليز
- فوزي الجزايرلي على موقع قاعدة بيانات الأفلام العربية